# Marvin Kren
Marvin Kren (* Viena, 1980) és un director de cinema austríac.

## Biografia
Marvin Kren és fill de l'actriu Brigitte Kren i del propietari del cafè Wolfgang Jelinek. Kren va adquirir experiència prèviament ajudant a les àrees de direcció, càmera i producció i com a actor. Va cursar un grau universitari en economia europea i gestió empresarial a Viena. El seu curtmetratge Schautag és la conclusió dels seus dos anys d'estudis de postgrau en direcció a l'Hamburg Media School.
Després dels seus estudis, només va dirigir curtmetratges abans de celebrar el seu debut al llargmetratge el 2010 com a part de Little Television Play de ZDF amb la pel·lícula de terror Rammbock i es va fer conegut per un públic més gran.
La seva segona pel·lícula de terror Blutgletscher va rebre una àmplia resposta i va guanyar premis a diversos festivals de cinema. Es va projectar al Premi del Festival de Cinema Max Ophüls l'any 2014 i va rebre diversos premis al premi de cinema austríac (Millor actor, Millor màscara, Millor disseny de so). La pel·lícula va ser nominada al Millor Muntatge.
Va rodar el seu segment Roulette per a la segona part de la producció internacional The ABCs of Death amb André Hennicke, Alma Leiberg i Andreas Döhler en els papers principals. .
Fins ara ha rodat quatre episodis de Tatort per a ARD. La pel·lícula criminal Mordkommission Berlin 1, va ser encarregada per Sat.1 i va ser nominada als Premis de la Televisió Alemanya 2016.
Kren va dirigir la primera temporada de la sèrie 4 Blocks amb Frederick Lau. A la segona temporada és productor executiu.

## Filmografia

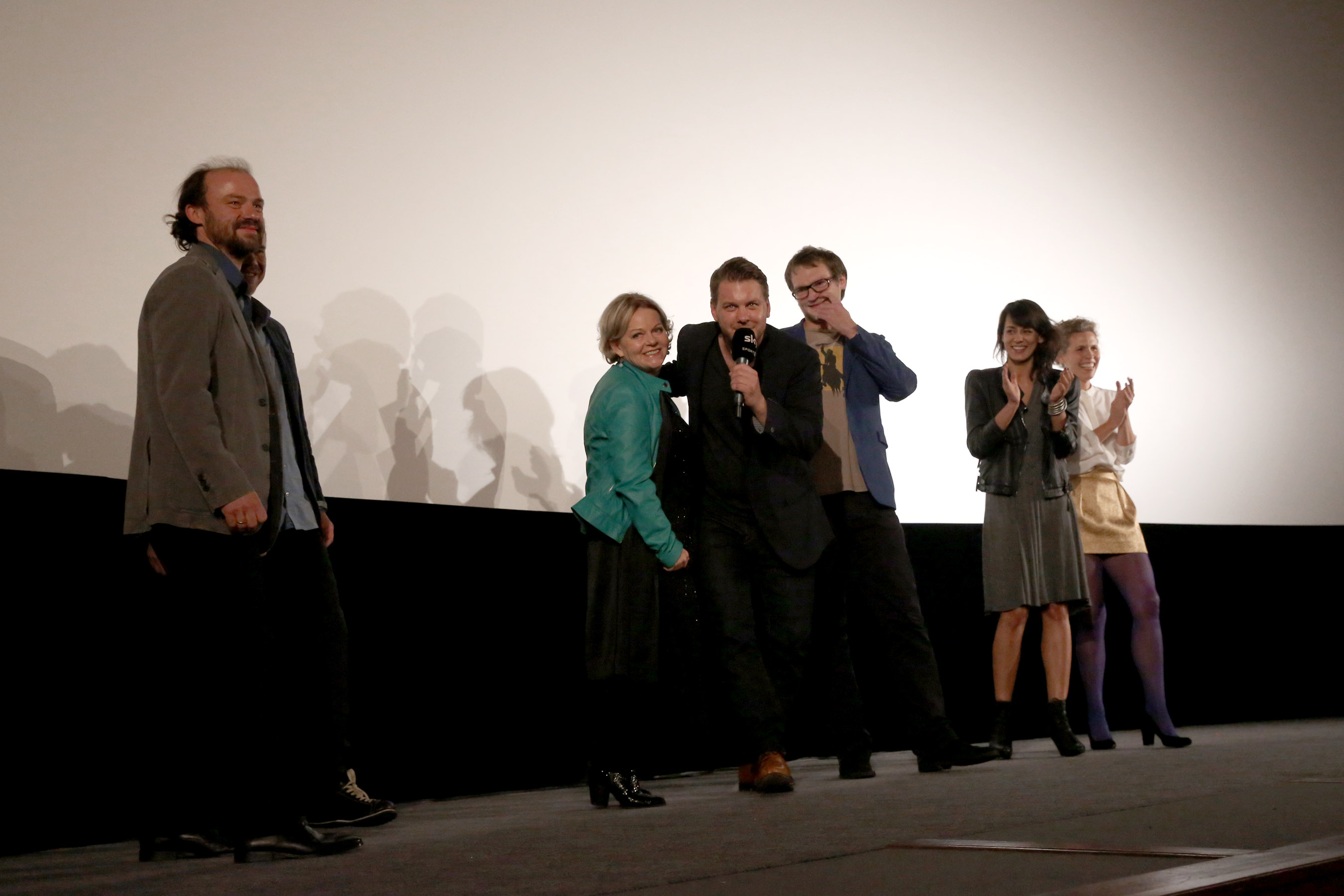
Marvin Kren a l'estrena austríaca de Blutgletscher (2013)

- 2005: Zum Beispiel Praterstern (curtmetratge)
- 2008: Trio (curtmetratge)
- 2009: Schautag (curtmetratge)
- 2010: Rammbock
- 2013: Blutgletscher
- 2014: Tatort: Die Feigheit des Löwen
- 2014: Tatort: Kaltstart
- 2014: The ABCs of Death 2 (Segment: Roulette)
- 2015: Tatort: Die letzte Wiesn
- 2015: Mordkommission Berlin 1
- 2017: 4 Blocks (sèrie de televisió, teporada 1)
- 2017: Tatort: Böser Boden
- 2018: Landkrimi – Grenzland
- 2020: Freud (sèrie de televisió)
- 2022: Stadtkomödie – Der weiße Kobold (sèrie de televisió)
- 2023: German Genius (sèrie de televisió)
- 2024: Crooks (sèrie de televisió)

## Premis
- 2016: Romy a la categoria Millor llargmetratge de director per Mordkommission Berlin 1[3]
- 2017: Acadèmia Alemanya de Televisió: Premi a la categoria Millor director per 4 Blocks
- 2018: Premis de la Televisió Alemanya: Premi a la categoria "Millor Director" per 4 Blocks
- 2020: Romy a la categoria Millor producció de ficció televisiva per Freud[4]